# Eberhard von Pannwitz
Eberhard Wilhelm Eilhard von Pannwitz (* 4. April 1887 in Gründorf, Kreis Oppeln; † 13. Dezember 1945 in einem US-amerikanischen Internierungslager bei Hof) war ein deutscher Diplomat.

## Leben
Eberhard von Pannwitz war ein Sohn des Rittergutsbesitzers Hans-Curt von Pannwitz und der Marie geb. Mitscherlich. Nach dem Besuch des Bismarck-Gymnasiums Wilmersdorf und des Realgymnasiums in Charlottenburg studierte er an der Rheinischen Friedrich-Wilhelms-Universität Bonn, der Friedrich-Wilhelms-Universität Berlin und der Alma Mater Gryphiswaldensis Rechtswissenschaften. 1908 wurde er Mitglied des Corps Borussia Bonn. 1913 wurde er in Greifswald zum Dr. jur. promoviert. Nach dem Referendarexamen trat er in den diplomatischen Dienst ein. Am 1. Dezember 1918 überbracht Pannwitz, damals Legationssekretär an der deutschen Gesandtschaft in Den Haag, dem auf der niederländischen Insel Wieringen internierten Kronprinzen Wilhelm im Auftrag der neuen republikanischen Regierung die Aufforderung zum Thronverzicht. Wilhelm vermutete, dass Pannwitz, wie jener Mitglied des Corps Borussia Bonn, diese Aufgabe freiwillig übernahm, da eine solche Nachricht „aus Freundesmund“ einfacher zu akzeptieren gewesen wäre.
1928 war er Gesandtschaftsrat an der deutschen Gesandtschaft in Warschau. 1936 wurde er deutscher Gesandter in Tirana. Nach der Annexion Albaniens durch Italien im April 1939 stand er der deutschen Vertretung bis 1941 als Generalkonsul vor. Nach der Kapitulation Deutschlands wurde er in ein US-amerikanisches Internierungslager bei Hof verbracht, in dem er noch 1945 verstarb.
Eberhard von Pannwitz war verheiratet mit Dagmar Gräfin Dankelmann aus Groß-Peterwitz in Schlesien. Sie hatten einen Sohn (Dietmar), der nach Argentinien auswanderte.